# مخزن سد کراسنویارسک
مخزن سد کراسنویارسک (انگلیسی: Krasnoyarsk Reservoir) یک دریاچه و  مخزن سد در سرزمین کراسنویارسک کشور روسیه است.